# Vaccinium cespitosum
Espèce
Vaccinium cespitosum (aussi orthographié caespitosum), également appelée Airelle gazonnante, est une espèce de plantes à fleurs du genre Vaccinium, qui comprend les bleuets , les myrtilles et les canneberges.

## Description
Cette espèce est une plante basse ou un arbuste atteignant rarement cinquante centimètres de hauteur, formant un peuplement semblable à un tapis dans les prairies rocheuses et montagneuses. Le feuillage de l'airelle gazonnante passe du vert-rougeâtre au vert et les fleurs sont de minuscules "coupes" rose pâle en forme d'urne mesurant moins d'un centimètre de large. Les fruits sont des myrtilles bleues comestibles.

## Répartition
Cette espèce est répandue dans une grande partie du Canada, y compris dans les trois territoires arctiques, ainsi que dans le nord et l'ouest des États-Unis, au Mexique et au Guatemala,.